# 端木新卉
端木新卉（1982年10月21日—），北京人，中国大陆女演员、主持人。

## 生平
端木十岁时进入北京市东城区少年宫学习。1993年，在中央电视台动画部担任配音工作。1995年在北京电视台担任《熊猫俱乐部》节目主持人。高中毕业后，首次参演电视剧《梦断紫禁城》，此后演艺重心向演员方向转移。

## 个人生活
2009年8月2日与圈外人士结婚。

## 影視作品

### 电视剧
| 首播年份 | 剧名           | 角色       |
| 2001年   | 梦断紫禁城     | 小红       |
| 2002年   | 北京假日       | 叮当       |
| 2002年   | 在一起         | 小朱护士   |
| 2002年   | 完美夏天       | 柠檬       |
| 2002年   | 征服           | 孟非       |
| 2003年   | 变色牡丹       | 陈思       |
| 2003年   | 梦里花开       | 小雅       |
| 2004年   | 我是农民       | 香儿       |
| 2005年   | 合同爸爸       | 劳仲丽     |
| 2006年   | 谈谈心，恋恋爱 | 林巧儿     |
| 2009年   | 刁蛮新娘       | 林冬梅     |
| 2010年   | 财神有道       | 百花仙子   |
| 2012年   | 强者风范       | 杨云       |
| 2012年   | 小夫妻时代     | 酒店服务员 |

### 电影
| 上映年份 | 电影名     | 角色   |
| 2002年   | 晴天有雾   | 祝小娟 |
| 2003年   | 都市女警官 | 豆芽儿 |
| 2006年   | 上善若水   | 张可欣 |
| 2008年   | 宝藏寻踪   | 方晴   |
| 2012年   | 扎西1935   | 幺妹   |

### 配音
- 1993年 妮妮画猴 妮妮
- 1993年 哆里哆嗦历险记 乖乖兔

### 主持作品
- 1995年 熊猫俱乐部